# Aaron Malouda
Aaron Malouda (* 30. November 2005 in Écully) ist ein französischer Fußballspieler, der bei OSC Lille spielt.

## Karriere

### Verein
Malouda begann seine fußballerische Entwicklung im Jugendleistungszentrum von Olympique Lyon im Jahr 2013. Im Sommer 2017 wechselte er zum Stadtrivalen FC Lyon, wo er drei Jahre in der Jugend spielte. Anschließend unterschrieb er bei Stade Rennes. Dort kam er in der Saison 2021/22 bereits für die zweite Mannschaft in der National 3, aber auch schon für die A-Junioren in der Coupe Gambardella zum Einsatz. Auch 2022/23 spielte er in beiden Mannschaften parallel und konnte seine ersten Torerfolge feiern.
Im Sommer 2023 wechselte er zum OSC Lille, wo er zunächst für die zweite Mannschaft eingeplant war. Am 1. Oktober 2023 (7. Spieltag) debütierte er nach später Einwechslung bei einem 2:0-Sieg in der Ligue 1 über den Le Havre AC im Profibereich. Wenige Tage später erhielt er gegen den KÍ Klaksvík auch seine ersten Spielminuten international in der Conference League.

### Nationalmannschaft
Seit September 2023 repräsentiert Malouda Frankreich in den Juniorennationalmannschaften.

## Familie
Aaron Malouda ist der Sohn des ehemaligen französischen Nationalspielers und jahrelangen Profis in der Premier League und Ligue 1, Florent Malouda. Sein Onkel Lesly war auch Fußballspieler und kam in der französisch-guayanischen Nationalmannschaft zum Einsatz.